# Aritz Aduriz
Aritz Aduriz Zubeldia (San Sebastián, 11. veljače 1981.), je bivši španjolski profesionalni nogometaš i španjolski reprezentativac. Igrao je na poziciji napadača.

## Reprezentacija
Nakon impresivnog starta u Valenciji, Aduriz je zaradio svoj prvi poziv za španjolsku reprezentaciju za dvije kvalifikacijske utakmice za EURO 2012. u listopadu 2010. godine. Debitirao je protiv Litve kada je ušao u igru zadnjih 15 minuta umjesto Fernanda Llorentea. Pet i pol godina kasnije je Aduriz ponovno dobio poziv španjolskog izbornika za prijateljske utakmice protiv Italije i Rumunjske u ožujku 2016. godine. Španjolski nogometni izbornik objavio je u svibnju 2016. godine popis za nastup na Europsko prvenstvo u Francuskoj, na kojem se nalazi Aduriz.

### Pogodci za reprezentaciju
| #  | Datum               | Mjesto                                  | Protivnik  | Pogodak | Rezultat | Natjecanje                |
| -- | ------------------- | --------------------------------------- | ---------- | ------- | -------- | ------------------------- |
| 1. | 24. ožujka 2016.    | Stadio Friuli, Udine, Italija           | Italija    | 1 : 1   | 1 : 1    | Prijateljska utakmica     |
| 2. | 12. studenoga 2016. | Nuevo Los Cármenes, Granada, Španjolska | Makedonija | 4 : 0   | 4 : 0    | Kvalifikacije za SP 2018. |

## Klupski uspjesi
Athletic Bilbao
- Španjolski superkup (1): 2015.

## Vanjske poveznice
- Profil na Transfermarktu
- Profil na Soccerwayu